# (35319) 1997 BU4
1997 BU4 (asteroide 35319) é um asteroide da cintura principal. Possui uma excentricidade de 0.10572670 e uma inclinação de 13.84281º.
Este asteroide foi descoberto no dia 31 de janeiro de 1997 por Spacewatch em Kitt Peak.